# Archidiocèse de Toulouse
L'archidiocèse de Toulouse (en latin : Archidioecesis Tolosana ; en occitan : archidiocèsi de Tolosa) est un archidiocèse métropolitain de l'Église catholique en France.

## Historique
Le diocèse de Toulouse a été fondé au milieu du IIIe siècle, par le saint évêque et martyr Saturnin de Toulouse (ou Sernin) venu de Rome pour porter l'Évangile.
La taille du diocèse a été réduite par le pape une première fois en 1295, puis une deuxième fois en 1317, pour combattre le catharisme en rendant l'évêque plus proche des chrétiens. Ses limites en seront une nouvelle fois modifiées en 1802 pour correspondre au département français de la Haute-Garonne.
En 1317, le diocèse a été élevé au rang d'archevêché.
Érigé au IIIe siècle, le diocèse de Toulouse (en latin : Dioecesis Tolosana ; en occitan : diocèsi de Tolosa) est élevé au rang d'archidiocèse métropolitain en 1317. Depuis 1822, il couvre le département de la Haute-Garonne.
Guy de Kérimel est nommé archevêque métropolitain de Toulouse le 9 décembre 2021.
Depuis 2002, il a pour suffragants les archidiocèses d'Albi et d'Auch et les diocèses de Cahors, Montauban, Pamiers, Rodez, et Tarbes et Lourdes. La province ecclésiastique de Toulouse couvre ainsi la région Midi-Pyrénées.
De 1822 à 2006, les archevêques métropolitains de Toulouse relevèrent le titre d'archevêque de Narbonne.
Depuis 1935, ils relèvent le titre d'évêque de Comminges et celui d'évêque de Rieux.
Jusqu'à la fin de l'Ancien Régime, Toulouse fut le siège du diocèse civil de Toulouse, un des diocèses civils des États de Languedoc. Son territoire différait quelque peu de celui de l'archidiocèse.
Entre 1790 et 1801, Toulouse fut le siège épiscopal du diocèse (du département) de la Haute-Garonne, un des diocèses de l'Église constitutionnelle créé par la constitution civile du clergé. Il couvrait le département de la Haute-Garonne.

## Territoire
À la veille de la Révolution française, l'archidiocèse de Toulouse confinait : au nord, avec le diocèse suffragant de Montauban ; à l'est, avec celui de Lavaur ; au sud, avec ceux de Saint-Papoul, de Mirepoix et de Rieux ; à l'ouest, avec celui de Lombez. Il était divisé en six archiprêtrés : Caraman, Gardouch, Grenade, Lherm, Montastruc et Verfeil.
Depuis 1822, il couvre le département de la Haute-Garonne.

## Lutte contre les abus sexuels
En janvier 2023, Guy de Kerimel initie une enquête canonique à l'encontre de Dominique Savio (alias Martin de Tours), membre de la communauté des Béatitudes.

## Chiffres

### En 2007
- 339 prêtres (séculiers et religieux),
- 19 diacres permanents,
- des religieuses des 46 congrégations
- 633 paroisses.

### En 2018

#### Territoires et ministres ordonnés
- 12 doyennés
- 61 ensembles paroissiaux (dont 16 paroisses seules)
- 602 paroisses canoniques, dont la paroisse des étudiants

#### Prêtres
- 179 prêtres résidents
- 113 prêtres incardinés. Parmi eux, 102 résident dans le diocèse, 8 résident dans un autre diocèse de France et 3 résident à l’étranger
- 36 prêtres incardinés sont retirés. Parmi eux, 5 sont incardinés dans un autre diocèse. Plusieurs de ces prêtres retirés apportent selon leur possibilité une aide ponctuelle.
- 133 prêtres en activité : 73 prêtres sont incardinés dans le diocèse ; 31 incardinés hors du diocèse et 29 sont religieux
- 42 prêtres sont incardinés dans un autre diocèse :
  - 22 incardinés dans un diocèse de France
  - 20 incardinés dans un diocèse hors de France.

#### Diacres
- 37 diacres permanents résidants
- 30 diacres permanents incardinés au diocèse de Toulouse et 5 incardinés dans un autre diocèse.
- 2 diacres permanents religieux

#### Séminaristes
17 séminaristes pour le diocèse de Toulouse (état au 09/12/2021).

#### Vie consacrée
Sont présentes dans le diocèse :
- 18 communautés masculines (dont un monastère, plus 2 congrégations ayant des membres épars présents dans le diocèse)
- 41 communautés féminines (dont 2 monastères)
- 92 religieux-prêtres
- 43 religieux-non-prêtres (frères) soit 20 de moins en deux ans
- 297 religieuses (352 en 2016)
- 23 candidats au sacerdoce pour le clergé religieux

## Cathédrales et basiliques
- Cathédrale : cathédrale Saint-Étienne de Toulouse.
- Deux anciennes cathédrales : la cathédrale Notre-Dame de Saint-Bertrand-de-Comminges et la cathédrale de la Nativité-de-Marie de Rieux-Volvestre.
- Quatre basiliques mineures : Saint-Sernin et Notre-Dame de la Daurade à Toulouse, Sainte-Germaine à Pibrac et la basilique Saint-Just de Valcabrère.

## Personnalités
- Guy de Kérimel, archevêque de Toulouse
- Robert Le Gall, archevêque émérite
- Émile Marcus, archevêque émérite
- André Collini, archevêque de Toulouse
- Jean Guyot, archevêque de Toulouse, cardinal
- Gabriel-Marie Garrone, archevêque de Toulouse
- Jules-Géraud Saliège, archevêque, cardinal
- Saint Saturnin (ou Saint Sernin)
- Saint Selve ou Saint Sylve (360-400), évêque de Toulouse, fêté le 31 mai
- Saint Exupère ou Saint Supéri (400-?)
- Saint Germier (?-541)
- Saint Érembert (?-657)

## Évêques originaires du diocèse
- Olivier de Germay, archevêque de Lyon, Primat des Gaules ;
- Philippe Curbelié, évêque titulaire d'Utica, sous-secrétaire du Dicastère pour la Doctrine de la foi.
- Jean-Marc Micas, évêque de Tarbes et Lourdes